# انجمن صنفی طراحان گرافیک ایران
انجمن صنفی طراحان گرافیک ایران (به انگلیسی: Iranian Graphic Designers Society به اختصار IGDS) اولین انجمن رسمی و قانونی و مستقل طراحان گرافیک ایران است که در سال ۱۳۷۶ در وزارت کار و امور اجتماعی به ثبت رسید؛ و از سال ۱۳۸۱ عضو انجمن بین‌المللی طراحی (به اختصار ico-D) است.

## پیشینه
تلاش برای تشکیل انجمنی صنفی برای طراحان گرافیک ایران از سال ۱۳۵۵ آغاز شد؛ پس از انقلاب سال ۵۷ و همچنین وقوع جنگ تحمیلی، این مهم به مسیری دیگر وارد شد. کمااینکه در تمام سال‌های اولیه انقلاب غالب طراحان گرافیک بیشتر متوجه مسائل و امور داخلی کشور و استفاده از زبان گرافیک در جهت اهداف انقلاب بودند. تا این که در سال ۱۳۶۴ اولین گام صنفی، با انتشار محدود نخستین تعرفه بهای کارهای گوناگون گرافیک به کوشش جمعی از طراحان گرافیک برداشته شد. آن‌ها توانستند اولین نمایشگاه دوسالانه طراحان گرافیک ایران را با جلب حمایت و همکاری برخی از سازمان‌ها و نهادهای دولتی در موزه هنرهای معاصر تهران در سال ۱۳۶۶ برگزار کنند. این نمایشگاه، بزرگترین گردهمایی طراحان گرافیک ایران بعد از نمایشگاه پنجاه سال گرافیک ایران در سال ۱۳۵۵ بود. پس از برگزاری موفقیت‌آمیز این نمایشگاه، تلاش برای راه‌اندازی و تأسیس شرکت تعاونی تهیه و تأمین ملزومات حرفه‌ای طراحان گرافیک ایران، تحقق یافت. اما از آنجا که این تعاونی نمی‌توانست دربرگیرنده همه اهداف و آمال طراحان گرافیک باشد، یک سال و نیم پس از تشکیل، هیئت مؤسس تعاونی توانستند با جلب نظر جمعیت قابل توجهی از طراحان گرافیک و یافتن راهکار رسمی و قانونی، انجمن صنفی طراحان گرافیک ایران را در مهرماه ۱۳۷۶ به ثبت رسانده و تأسیس کنند.

## اهداف
اصلی‌ترین هدف در تأسیس انجمن، ایجاد یک تشکل صنفی برای طراحان گرافیک ایران، و ارائه تعریفی از جایگاه طراحی گرافیک در جامعه بود. بنابراین رسمیت‌بخشیدن به حرفه طراحی گرافیک یکی از دستاوردهای مهم انجمن بود و در کنارش خیلی موارد دیگر هم پدید آمد.

## اعضا
در نظامنامهٔ انجمن و در ذیل تعریف طراح گرافیک آمده است: طراح گرافیک هر شخص حقیقی است که به‌طور حرفه‌ای و مستمر به کار طراحی گرافیک اشتغال داشته باشد. اعضای انجمن، طراحان گرافیک هستند. انجمن علاوه بر اعضای پیوسته، چند تن عضو افتخاری نیز دارد. همچنین در دورانی اقدام به پذیرش تعداد معدودی عضو دانشجویی کرده بود که بعدها این روند متوقف شد و افراد می‌بایست شرایط کمی و کیفی عضویت رسمی را احراز می‌کردند. در حال حاضر، انجمن ۱۶۳۲ عضو رسمی دارد.

## ساختار هیئت مدیره
تعداد اعضای اصلی هیئت مدیره‌‌ی انجمن ۷ نفر و اعضای علی‌‌البدل آن ٢ نفر می‌باشند که هر سه سال یک‌‌بار توسط مجمع عمومی انتخاب می‌شوند.
علاوه بر‌‌این در مجمع عمومی یک نفر بازرس اصلی و یک نفر بازرس علی‌‌البدل برای نظارت برفعالیت‌‌های هیئت مدیره برای یک دوره‌‌ی ٣ ساله انتخاب می‌شوند. هیئت مدیره پس از انتخاب توسط مجمع عمومی، از میان خود یک نفر را به عنوان رئیس، یک نفر به عنوان نایب رئیس و یک نفر به عنوان خزانه‌دار انتخاب می‌کنند. اعضای هیئت مدیره از میان خود یا اعضاء و یا خارج از آن یک نفر را به عنوان دبیر اجرایی انجمن انتخاب می‌کنند.
اعضای هیئت مدیره و بازرسان می‌‌توانند فقط برای ٢ دوره متوالی انتخاب شوند.

## اعضای هیئت مدیره و بازرسان انجمن طی ۸ دوره گذشته (۱۳۷۶ تا ۱۳۹۸)
اعضای هیئت مدیره و بازرسان انجمن صنفی طراحان گرافیک ایران از دوره اول در سال ۱۳۷۶ تا امروز تغییرات زیادی داشته است. این اعضا و نقش آن‌ها را در این‌جا ذکر شده است.
دوره اول (١٣٧۶ تا ۱۳۷۹)
- مرتضی ممیز (رئیس هیات مدیره)
- قباد شیوا (نایب رئیس هیات مدیره)
- ابراهیم حقیقی (خزانه‌‌دار)
- ایرج میرزاعلیخانی (دبیر انجمن)
- سید محمد احصائی (عضو هیات مدیره)
- امراله فرهادی (عضو هیات مدیره)
- مسعود سپهر و فتح‌‌اله مرزبان (بازرسان اصلی)

دوره دوم (١٣٧٩ تا ۱۳۸۲)
- مرتضی ممیز (رئیس هیات مدیره)
- قباد شیوا و مصطفی اسدالهی (نایب رئیس هیات مدیره)
- ابراهیم حقیقی (خزانه‌‌دار)
- شهریار سرمست (دبیر انجمن)
- مسعود سپهر و علی رشیدی (سایر اعضای اصلی هیات مدیره)
- مجید عباسی و فتح‌‌اله مرزبان (بازرسان اصلی)

دوره سوم (١٣۸۲ تا ۱۳۸۵)
- مصطفی اسدالهی (رئیس هیات مدیره)
- مجید بلوچ (نایب رئیس هیات مدیره)
- مجید عباسی (خزانه‌‌دار)
- امراله فرهادی (عضو هیات مدیره و دبیر انجمن)
- فتح‌‌اله مرزبان (عضو هیات مدیره)
- بهرام کلهرنیا و مسعود سپهر (بازرسان اصلی)

دوره چهارم (١٣۸۵ تا ۱۳۸۸)
- ابراهیم حقیقی (رئیس هیات مدیره)
- مسعود سپهر (نایب رئیس)
- ساعد مشکی (خزانه‌‌دار)
- امراله فرهادی (عضو هیات مدیره و دبیر)
- ترانه صاحب (عضو هیات مدیره)
- بهروز متین صفت (بازرس اصلی)
- علی دوراندیش (بازرس علی‌‌البدل)

دوره پنجم (١٣۸۸ تا ۱۳۹۱)
- فرشید مثقالی (رئیس هیات مدیره)
- ساعد مشکی (خزانه‌‌دار)
- تهمتن امینیان (نائب رئیس از تاریخ  ۱۳۸۸/۰۹/۲۷ تا ۱۳۸۹/۱۱/۰۴ )
- فتح اله مرزبان (خزانه دار از تاریخ  ۱۳۸۸/۰۹/۲۷ تا ۱۳۸۸/۱۰/۲۳ )
- بهرام کلهرنیا (عضو هیات مدیره و دبیر)
- محمد میرعلایی (عضو هیات مدیره)
- فرشاد رستمی (عضو هیات مدیره)
- بهروز متین صفت (بازرس اصلی)
- فیروز شافعی (بازرس علی‌‌البدل)

دوره ششم ( ۱۳۹۱ تا ۱۳۹۴)
- علی رشیدی ( رییس هیات مدیره )
- فرزاد ادیبی ( نایب رییس و سخنگوی انجمن )
- اونیش امین الهی ( عضو هیات مدیره و خزانه‌دار )
- پریسا تشکری ( عضو هیات مدیره )
- کورش قاضی مراد ( عضو هیات مدیره )
- ساعد مشکی ( بازرس اصلی )
- مسعود نجات ( بارزس علی‌البدل )

دوره هفتم ( ۱۳۹۴ تا ۱۳۹۷)
- مصطفی اسدالهی (رئیس هیات مدیره)
- مسعود سپهر (نایب رئیس و دبیر)
- بهرام کلهرنیا (خزانه‌دار)
- ابراهیم حقیقی (عضو هیات مدیره)
- مجید بلوچ (عضو هیات مدیره)
- مجتبی توزنده جانی (عضو علی‌البدل هیات مدیره)
- مریم افسر (عضو علی‌البدل هیات مدیره)
- مهرداد احمدی شیخانی (بازرس اصلی)
- محمد میر علایی (بارزس علی‌البدل)

دوره هشتم ( ۱۳۹۷ تا ۱۴۰۰)
- فاطمه کرکه‌آبادی (رئیس هیات مدیره)
- محسن سلیمانی (نایب رئیس و خزانه دار)
- مهردخت دارابی (دبیر)
- مسعود سپهر (عضو هیاتمدیره)
- مهرداد احمدی شیخانی (عضو هیاتمدیره)
- آرش تنهایی (عضو هیاتمدیره)
- مازیار زند (عضو هیاتمدیره)
- کارنگ طیاری (بازرس اصلی)
- مریم رونقی (عضو علی‌البدل هیئت مدیره)

دوره نهم ( 1401 تا 1403)
- ایرج میرزاعلیخانی (رئیس هیات مدیره)
- عادل صدرممتاز( نایب رئیس )
- بهداد صالحی (خزانه دار انجمن)
- لیلا مشتاقی ( دبیر انجمن )
- بابک اربابی ( عضو هیات مدیره)
- زهرا پاشایی ( عضو هیات مدیره)
- محمد اردلانی (عضو هیات مدیره)
- مسعود سپهر (بازرس اصلی)
- علی مرادی بارانی (علی البدل هیات مدیره)
- محسن سلیمانی (علی البدل هیات مدیره)
- عباس میرزاخانی ( بازرس علی البدل )

## اعضای افتخاری
اعضای افتخاری انجمن عبارتند از:
1. آیدین آغداشلو
2. سرژ آواکیان
3. سید محمد احصایی
4. ایرج انواری
5. صادق بریرانی
6. مجید بلوچ
7. محمد بهرامی
8. خسرو بیات
9. محمود جوادی‌پور
10. محمدحسین حلیمی
11. نورالدین زرین‌کلک
12. عباس سارنج
13. جلال شباهنگی
14. قباد شیوا
15. علی‌اکبر صادقی
16. کامران کاتوزیان
17. هوشنگ کاظمی
18. پرویز کلانتری
19. عباس کیارستمی
20. فرشید مثقالی
21. مرتضی ممیز

این افراد به منظور پاسداشت حرمت و منزلت پیشگامان طراحی گرافیک ایران که با خلاقیت، نوآوری و همت باعث رونق گرافیک و رواج آن گشته‌اند و آموزش صدها هنرمند فعال و پویا را در این حرفه عهده‌دار بوده‌اند، انتخاب شدند.  

تصویر بخشی از روی جلد جهت اطلاع در بهار ۱۳۹۴، طراح عنوان نشریه: علیرضا مصطفی‌زاده ابراهیمی

## مهم‌ترین فعالیت‌ها
طبق اساسنامه، مهم‌ترین فعالیت‌های انجمن صنفی طراحان گرافیک ایران، حول ۱۴ محور صنفی و حرفه‌ای تعریف شده‌است و رسیدن به آن‌ها به منزلهٔ دستاوردهای انجمن محسوب می‌گردد. که با ورود اعضای جدید به انجمن تمامی فعالیت ها با سرعت خیلی بهتر نسبت به قبل به جلو پیش می روند. که این سرت باعث پیشرفت انجمن صنفی طراحان گرافیک خواهد شد.

نشانه دوسالانه گرافیک ایران، طراح: مسعود سپهر

نشانه (مونوگرام) دوسالانه جهانی پوستر تهران، طراح: مصطفی اسدالهی

## نشریهجهت اطلاع
جهت اطلاع عنوان نشریه انجمن است که اولین شمارهٔ آن توسط کمیته انتشارات انجمن در فروردین ۱۳۷۷ منتشر شد. در ابتدا، هدف از انتشار این خبرنامه، بازگویی اخبار مهم گرافیک ایران و جهان و مقالات و مطالب مهم از یک سو و از سوی دیگر انعکاس فعالیت‌ها و اقدامات انجمن به اعضا بوده‌است. پس از یک دوره وقفه و تصمیم انجمن به عدم انتشار این خبرنامه، در حال حاضر، این نشریه با هدف اطلاع‌رسانی و ثبت رویدادهای انجمن به صورت ویژه‌نامه منتشر می‌شود.

## دوسالانه‌ها
«مهمترین و بنیادی‌ترین حرکت برای دعوت و حضور طراحان گرافیک ایران، برپایی مستمر دوسالانه‌های طراحی گرافیک بوده است» اولین نمایشگاه دوسالانهٔ آثار طراحان گرافیک ایران در سال ۱۳۶۶، در موزه هنرهای معاصر تهران به اهتمام مرتضی ممیز برپا شد. پس از آن، هر دو سال -گاه با اندکی تعویق- دوسالانه با فراز و فرودهایی برگزار شده‌است. تا اینکه هشتمین نمایشگاه در سال ۱۳۸۲ با عنوان «هشتمین نمایشگاه دوسالانه جهانی پوستر تهران» به صورت بین‌المللی در نگارخانه صبا برپا شد. با درگذشت مرتضی ممیز در سال ۱۳۸۴، به نظر می‌رسد انجمن در سوگ این هنرمند که از بنیان‌گذاران انجمن نیز بود، برپایی دوسالانه نهم را به زمان دیگری موکول کرد. سرانجام دوسالانه نهم در سال ۱۳۸۶ برگزار شد؛ این دوسالانه در بخش ملی به طراحی گرافیک معاصر ایران، و در بخش جنبی و همین‌طور بخش بین‌المللی به طراحی پوستر پرداخت. پس از دوسالانه دهم، انجمن، نمایشگاهی با نام سرو نقره‌ای در سال ۱۳۸۹ از آثار اعضای خود برگزار کرد  و گسترش کیفی فعالیت‌های گوناگون طراحان گرافیک ایران را فارغ از مشکلات و هیاهوی پیرامون دوسالانه قبلی
 و پوسترزدگی که از چند سال قبل دربارهٔ آن بحث شده بود، دنبال کرد. این نمایشگاه در سال بعد نیز برپا شد  و در دوره آینده به صورت دو سال یکبار برگزار گردید و شکل یک دوسالانه -اما از آثار اعضای انجمن- را به خود گرفت. چهارمین دوسالانه سرو نقره‌ای، در سال ۱۳۹۴ همچنان با نگاه و توجه به زمینه‌های گوناگون طراحی گرافیک ایران در دو شهر تهران و شیراز برگزار شده‌است.

## رخدادهای حرفه‌ای
همچون دوسالانه، «برگزاری جشنواره، نمایشگاه، مسابقه و همایش» یکی از فعالیت‌های چهاردگانهٔ انجمن است که همگی به‌طور همزمان -در وحدت با یکدیگر- یا جداگانه برگزار می‌شوند.

## هفته طراحی گرافیک
۲۷ آوریل برابر با هفتم اردیبهشت، برای اولین بار در سال ۱۹۹۵ توسط  انجمن بین‌المللی طراحان گرافیک (AGI) به عنوان روز جهانی گرافیک نامگذاری شد. انجمن صنفی طراحان گرافیک ایران، پس از عضویت در  انجمن بین‌المللی طراحی (ico-D)، همزمان با روز طراحی گرافیک، هفته طراحی گرافیک را با برگزاری نمایشگاهِ آثار طراحان و برپایی برنامه‌های حرفه‌ای جشن می‌گیرد. به نظر می‌رسد مهم‌ترین هدف از برگزاری این هفته، تحقق یکی از فعالیت‌های چهاردگانهٔ انجمن تحت عنوان: «بالابردن آگاهی جامعه در زمینه اهمیت و نیاز کشور به حرفه طراحی گرافیک» است. از سال ۲۰۱۲ میلادی، روز طراحی گرافیک به روز طراحی ارتباطات تغییر نام داده است.

## نشان اردیبهشت

نشانه‌نوشتهٔ رخداد پژوهشی نشان اردیبهشت، طراح: دامون خانجان‌زاده

انجمن به منظور تشویق و ترویج مباحث نظری، مسابقه پژوهشی طراحی گرافیک را در دو بخش تألیف و ترجمه برگزار می‌کند. فراخوان این رخداد با نام نشان اردیبهشت نخستین بار در بهمن‌ماه ۱۳۸۶ منتشر شد و از آن پس هر دو سال به‌طور مستمر برگزار می‌شود. محتملاً مهم‌ترین هدفِ نشان اردیبهشت، تحقق موارد دیگری از فعالیت‌های چهاردگانهٔ انجمن پیرامون «پژوهش، تبادل اطلاعات حرفه‌ای و انتشار کتاب» است. انجمن خود بر آن است که پژوهش از جملهٔ مهم‌ترین ابزارهای شناختِ وضعیت موجود و فائق‌آمدن بر مشکلات و فراز و نشیب‌های رخ‌داده در آن است.

## موزه گرافیک

نشانه‌نوشتهٔ موزهٔ گرافیک ایران/ طراح: سیدمحمد احصایی

از زمان تأسیس انجمن، ایجاد موزه به عنوان یکی از اهداف بلندمدت انجمن در دستور کار قرار گرفت و به همین منظور کمیته موزه با هدف گردآوری، حفظ و نمایش آنچه به عنوان تاریخ طراحی گرافیک ایران شناخته می‌شود، در اردیبهشت ۱۳۷۹ آغاز به کار نمود. سرانجام با تلاش‌های بی‌وقفه انجمن، موزه گرافیک ایران در دی‌ماه ۱۳۹۳ افتتاح شد.

## برخی چالش‌ها
- طراحی گرافیک در جامعه ما علی‌رغم سابقه حرفه‌ای چندین دهه آن، هنوز حرفه‌ای نوپا و از جهات بسیاری ناشناخته است و از این بابت به‌طور طبیعی نه‌تنها همه کسانی که در این زمینه فعالیت می‌کنند بلکه مراجعین آن هم با راهکارها و مقررات حرفه‌ای آن آشنایی کافی و همه‌جانبه ندارند.[۳۹]
- مفهوم انجمن فقط یک هیئت چند نفره نیست. انجمن یعنی حضور تمام افراد. برای همین در اساس‌نامه‌ها بزرگترین تصمیم‌گیرنده و ارجح‌ترین تصمیم مربوط به مجمع عمومی است که از تصمیم هیئت مدیره مهمتر است و به خرد جمعی مربوط است.[۴۰]
- برخی کارشناسان معتقدند که انجمن هنوز نتوانسته ایده‌ها و طرح‌هایی که برای احقاق حقوق طراحان گرافیک، کارآمد هستند را به جایی برساند؛[۴۱][۴۲] و با اینکه نزدیک به دو دهه از تأسیس آن می‌گذرد، گفته می‌شود: انجمن‌ها به فضاها و رویدادهایی نیاز دارند تا حضور خود را تثبیت کنند.[۴۳] البته باید افزود که در میان انجمن‌های هنری، انجمن گرافیست‌ها صنفی است و این مزیت قابل توجهی است چون یک انجمن صنفی شرایطی دارد که انجمن‌های هنری نمی‌توانند آن شرایط را برای خود ایجاد کنند.[۴۴] به هر ترتیب، علی‌رغم بسیاری از مشکلات موجود، اعضای انجمن به درستی برآنند که بودن به از نبود شدن است.[۴۵]